# Flughafen Unalaska

i7
i11
i13
Der Flughafen Unalaska (auch Dutch Harbor Airport und Tom Madsen Airport,  IATA-Code: DUT, ICAO-Code: PADU, FAA-LID: DUT)  ist der öffentliche Flughafen der Stadt Unalaska, die sich von der Insel Unalaska auf die nördlich vorgelagerte Insel Amaknak erstreckt. Die Inseln sind Teil der Aleutenkette, die vor der Westküste des US-amerikanischen Bundesstaates Alaska zwischen Beringsee und Pazifik liegt. Der Flughafen liegt am Südwestufer von Amaknak sowie 1500 km südwestlich der nächsten größeren Stadt Anchorage und 3600 km westnordwestlich von Seattle.
Der Hafen der Stadt wird offiziell auch als Dutch Harbor bezeichnet. Wegen seiner Lage in der Nähe des Hafens wird der Flughafen daher auch Dutch Harbor Airport genannt.
Im Jahr 2002 benannte die Regierung von Alaska den Flughafen in Tom Madsen Airport um, im Gedenken an Charles Thomas Madsen Sr., einen Buschpiloten, der im selben Jahr bei einem Flugunfall ums Leben gekommen war. Die Federal Aviation Administration behielt den ursprünglichen Namen jedoch bei.
Die Landebahn des Flughafens wird auf der einen Seite vom Pazifischen Ozean, auf der anderen von einem Berg begrenzt, an beiden Enden der Landebahn befindet sich Wasser.

## Fluggesellschaften und Ziele
- Alaska Airlines (Anchorage)

## Zwischenfälle
- Am Nachmittag des 17. Oktober 2019 schoss eine aus Anchorage kommende Saab 2000 der Peninsula Airways  (Luftfahrzeugkennzeichen N686PA) auf dem Flughafen Unalaska auf der gleichnamigen Aleuteninsel über die Landebahn hinaus. Die Maschine, die aus Anchorage kam, schoss über das Ende der Landebahn hinaus, nachdem sie zuvor einen Fehlanflug durchgeführt und durchgestartet war. Das Flugzeug rutschte etwa 150 Meter über die Landebahn hinaus und kam kurz vor dem Ufer der Beringsee zum Stillstand. Im Verlauf der Rutschphase brach mindestens ein Propellerblatt des linken Motors ab und durchschlug die Kabine. Dadurch wurde ein Passagier tödlich verletzt und zwei weitere der 42 Insassen erlitten schwere Verletzungen. Ein Passagier wurde nach Anchorage ausgeflogen. Zudem wurden etwa zehn Passagiere leicht verletzt, von denen vier ins Inselkrankenhaus gebracht wurden. Zum Zeitpunkt der Landung herrschten leichter Regen und Rückenwind mit Geschwindigkeiten von bis zu 20 Knoten. Die Rückenwindkomponente wurde später als ein möglicher Beitrag zur Ursache des Unfalls untersucht. (siehe auch PenAir-Flug 3296).[3]